# Tympanuchus
Tympanuchus Gloger, 1841 è un genere di uccelli della famiglia Phasianidae.

## Tassonomia
Il genere comprende le seguenti specie:
- Tympanuchus cupido (Linnaeus, 1758) - gallo prataiolo maggiore
- Tympanuchus pallidicinctus (Ridgway, 1873) - gallo prataiolo minore
- Tympanuchus phasianellus (Linnaeus, 1758) - pernice codaguzza